# 3024 Hainan
3024 Hainan è un asteroide della fascia principale del diametro medio di circa 35,63 km. Scoperto nel 1981, presenta un'orbita caratterizzata da un semiasse maggiore pari a 3,4227458 UA e da un'eccentricità di 0,1218160, inclinata di 14,77081° rispetto all'eclittica.
L'asteroide è dedicato alla provincia cinese di Hainan.